# Zmarli w roku 1973
Lista osób zmarłych w 1973:

## styczeń 1973
- 22 stycznia:
  - Lyndon B. Johnson, amerykański polityk, prezydent USA w latach 1963–1969 (ur. 1908)
  - Stanisław Staszewski, polski architekt i poeta, emigrant (ur. 1925)
- 30 stycznia – Jack MacGowran, irlandzki aktor (ur. 1918)

## luty 1973
- 6 lutego – Ira Sprague Bowen, amerykański astronom i astrofizyk (ur. 1898)
- 15 lutego – Tim Holt, amerykański aktor (ur. 1918)
- 28 lutego – Józef Unrug, polski wiceadmirał i morski oficer pokładowy okrętów podwodnych (ur. 1884)

## marzec 1973
- 1 marca – Alfréd Grósz, spiskoniemiecki nauczyciel, historyk i publicysta, taternik i działacz Towarzystwa Karpackiego (ur. 1885)
- 2 marca – Alina Szapocznikow, polska rzeźbiarka i graficzka (ur. 1926)
- 14 marca – Howard Aiken, amerykański inżynier (ur. 1900)
- 21 marca – Jan Marcin Szancer, polski grafik i malarz (ur. 1902)
- 22 marca – Roman Komarnicki, węgierski taternik, alpinista, prawnik (ur. 1887)
- 26 marca – Gustaw Konstanty Żebrowski, oficer służby stałej i porucznik Wojska Polskiego, major Narodowych Sił Zbrojnych (ur. 1896)
- 31 marca – Ota Pavel, czeski pisarz i dziennikarz sportowy (ur. 1930)

## kwiecień 1973
- 8 kwietnia – Pablo Picasso, hiszpański malarz, jeden z najwybitniejszych artystów XX wieku (ur. 1881)
- 9 kwietnia – Bonawentura Lenart, polski grafik, liternik, konserwator, profesor Akademii Sztuk Pięknych w Warszawie (ur. 1881)
- 25 kwietnia – Armand Léon Annet, francuski wojskowy (kapitan), gubernator kolonialny (ur. 1888)
- 28 kwietnia – Jacques Maritain, francuski filozof i teolog (ur. 1882)
- 29 kwietnia – Hanna Chrzanowska, polska pielęgniarka, błogosławiona katolicka (ur. 1902)

## maj 1973
- 11 maja – Bohdan Arct, polski pilot myśliwski, pisarz (ur. 1914)
- 20 maja – Włodzimierz Antoniewicz, archeolog polski pochodzenia ormiańskiego, rektor Uniwersytetu Warszawskiego, członek PAN (ur. 1893)
- 23 maja – Maria Crocifissa Gargani, włoska zakonnica, założycielka Apostołek Najświętszego Serca, błogosławiona katolicka (ur. 1892)
- 29 maja – P. Ramlee, malezyjski aktor (ur. 1929)
- 31 maja – Mieczysław Kosz, polski pianista jazzowy (ur. 1944)

## czerwiec 1973
- 2 czerwca – Kazimierz Miętkiewski, polski lekarz (ur. 1906)
- 10 czerwca – Erich von Manstein, niemiecki feldmarszałek (ur. 1887)
- 21 czerwca – Wanda Modzelewska, polska ziemianka, etnografka, kostiumolożka Państwowego Zespołu Ludowego Pieśni i Tańca „Mazowsze” (ur. 1895)
- 24 czerwca – Stanisław Herbst, polski historyk, varsavianista (ur. 1907)
- 26 czerwca – Emil Kaliński, polski polityk, minister poczt i telegrafów (ur. 1890)
- 27 czerwca – Stanisław Jasiukiewicz, polski aktor (ur. 1921)

## lipiec 1973
- 9 lipca – Gerard de Vries Lentsch, holenderski żeglarz, medalista olimpijski (ur. 1883)
- 20 lipca – Bruce Lee, amerykański aktor i reżyser pochodzenia chińskiego, legendarny mistrz walk wschodnich (ur. 1940)
- 29 lipca – Henri Charrière (znany jako Papillon), francuski pisarz (ur. 1906)

## sierpień 1973
- 1 sierpnia – Walter Ulbricht, przewodniczący Rady Państwa NRD (ur. 1893)
- 6 sierpnia – Fulgencio Batista, kubański dyktator (ur. 1901)

## wrzesień 1973
- 1 września – John Ridley Stroop, amerykański psycholog (ur. 1897)
- 2 września – John Ronald Reuel Tolkien, brytyjski pisarz fantasy (m.in. Hobbit, Władca Pierścieni, Silmarillion), profesor uniwersytetu w Oksfordzie (ur. 1892)
- 10 września – Phil Carmichael, australijski rugbysta (ur. 1884)
- 11 września – Salvador Allende, chilijski polityk, prezydent Chile, obalony w wyniku zamachu stanu (ur. 1908)
- 14 września – Julian Michał Lambor, polski hydrotechnik, hydrolog, meteorolog (ur. 1901)
- 15 września – Zygmunt Gużewski, major Wojska Polskiego, kawaler Virtuti Militari (ur. 1894)
- 23 września:
  - Pablo Neruda, chilijski poeta (ur. 1904)
  - Kiejstut Żemaitis, polski hutnik, polityk, minister, rektor AGH (ur. 1906)

## październik 1973
- 1 października:
  - Leo Gerstenzang, amerykański wynalazca patyczków higienicznych (Q-Tips) (ur. 1892)
  - Alvar Thiel, szwedzki żeglarz, medalista olimpijski (ur. 1893)
- 2 października – Paavo Nurmi, fiński biegacz, wielokrotny medalista olimpijski (ur. 1897)
- 3 października – Carl Wilhelm Petersén, szwedzki curler (ur. 1884)
- 9 października – James Fitzpatrick, amerykański sportowiec, medalista olimpijski (ur. 1892)
- 10 października – Ludwig von Mises, austriacki ekonomista (ur. 1881)
- 14 października – Wawrzyniec Dolata, polski sierżant (ur. 1894)
- 16 października – Augustyn Thevarparampil, indyjski duchowny katolicki, błogosławiony (ur. 1891)
- 17 października – Ingeborg Bachmann, austriacka pisarka (ur. 1926)
- 22 października – Pau Casals, hiszpański muzyk, wiolonczelista (ur. 1876)

## listopad 1973
- 2 listopada – Maria Czerkawska, polska poetka i nowelistka (ur. 1881)
- 4 listopada:
  - Haim Ginott, izraelski psycholog, terapeuta dzieci i pedagog (ur. 1922)
  - Wsiewołod Koczetow, rosyjski pisarz (ur. 1912)
  - Karl Heinrich Waggerl, austriacki pisarz (ur. 1897)
- 11 listopada – Wasyl Dmytriuk, ukraiński polityk (ur. 1890)
- 12 listopada – Wacław Stachiewicz, polski generał, szef Sztabu Głównego w latach 1935–1939 (ur. 1894)

## grudzień 1973
- 1 grudnia:
  - Albert Dupouy, francuski rugbysta, medalista olimpijski (ur. 1901)
  - Dawid Ben Gurion, żydowski polityk, pierwszy premier Izraela (ur. 1886)
- 2 grudnia – Andrzej Skupień Florek, historyk amator, gawędziarz i poeta z Podhala (ur. 1902)
- 11 grudnia – Waldemar Preiss, polski duchowny luterański, redaktor (ur. 1908)
- 17 grudnia – Charles Greeley Abbot, amerykański astrofizyk i astronom (ur. 1872)
- 26 grudnia – Harold Hotelling, amerykański statystyk i ekonomista (ur. 1895)